# Punta (geografia)
La punta (o lingua) è una sporgenza della costa che si protende nel mare.

## Voci correlate

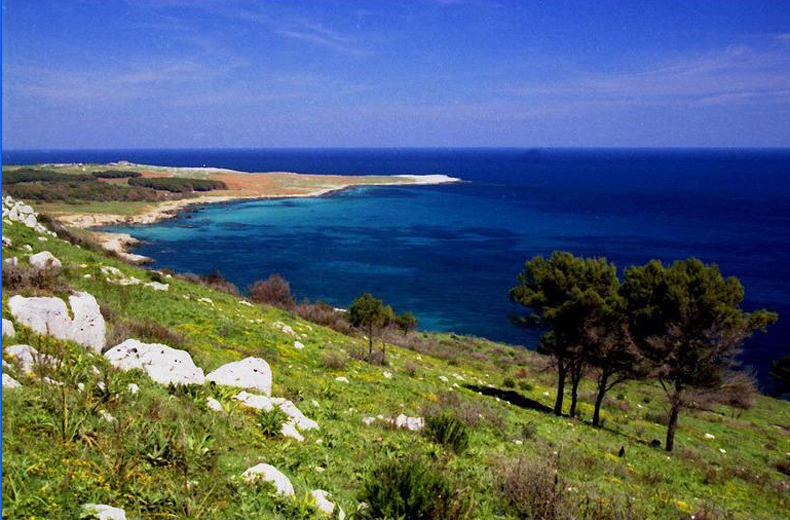
Punta Palascia, il punto più orientale d'Italia.